# King Arthur: The Role-playing Wargame
King Arthur: The Role-playing Wargame — компьютерная игра в жанре стратегии в реальном времени с элементами пошаговой ролевой игры. Была разработана и издана компанией NeocoreGames в 2009 году. В России игру издаёт тандем компаний GFI / Руссобит-М под названием Король Артур. В 2012 году игра получила продолжение — King Arthur II.

## Игровой процесс

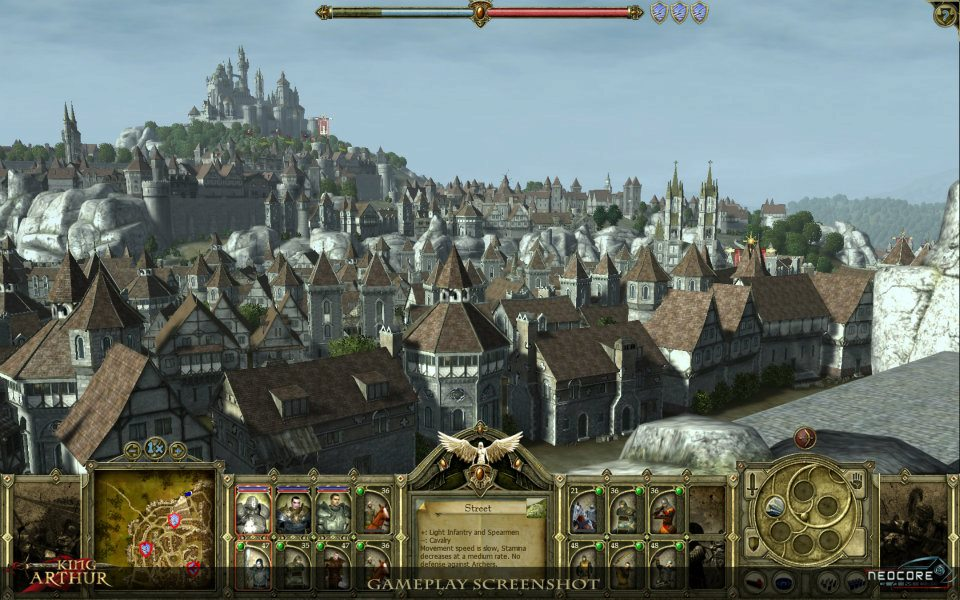

Игра представляет собой смесь из стратегии и ролевой игры. Так же, как и в играх серии Total War, здесь присутствует деление на геймплей на глобальной карте (пошаговый) и непосредственно на поле боя (реального времени). Имеются и отличия от игр Creative Assembly: к примеру, место проведения сражения влияет на его характер куда больше, имеются текстовые квесты и выбор пути развития (от него зависит набор доступных умений и юнитов), а также присутствуют фэнтезийные элементы.

### Сражения
Во время сражений в реальном времени важное влияние оказывают способности героев. Они бывают волшебные (магия) и неволшебные (боевые приёмы и возможность поддержать мораль воинов).
Поле битвы также оказывает влияние на результат сражения. Большинство сражений начинается солнечным днём. Однако, некоторые герои могут вызвать сильный ливень, мешающий лучникам и снижающий скорость движения. У всех боевых юнитов есть доступ к различным формациям, меняющим их эффективность против определённых видов вражеских войск. Ландшафт также влияет на эффективность определённых воинов: леса препятствует действиям конницы, в отличие от открытого пространства
Мораль также играет большую роль, отображаясь во время битвы наверху экрана и показывая мораль противостоящих сторон. Местоположение победы, подобно «контрольным точкам» во многих шутерах, увеличивает мораль армии и уменьшает её у противника. Кроме того, они также дают их владельцу волшебную власть, такую как возможность использовать молнии.

### RPG элементы
Когда отряды получают новый уровень, игрок может повысить несколько их характеристик, например: атаку, защиту или снизить затраты на содержание. Когда герои получают новый уровень, они могут получить доступ к новым заклинаниям и способностям. У героев — Рыцарей Круглого стола может быть только 20 уровней. Активные и пассивные способности также можно приобрести. Многие пассивные способности увеличивают урожай и сбор налогов в области нахождения героя. Активные способности используются на поле боя.

### Кампания

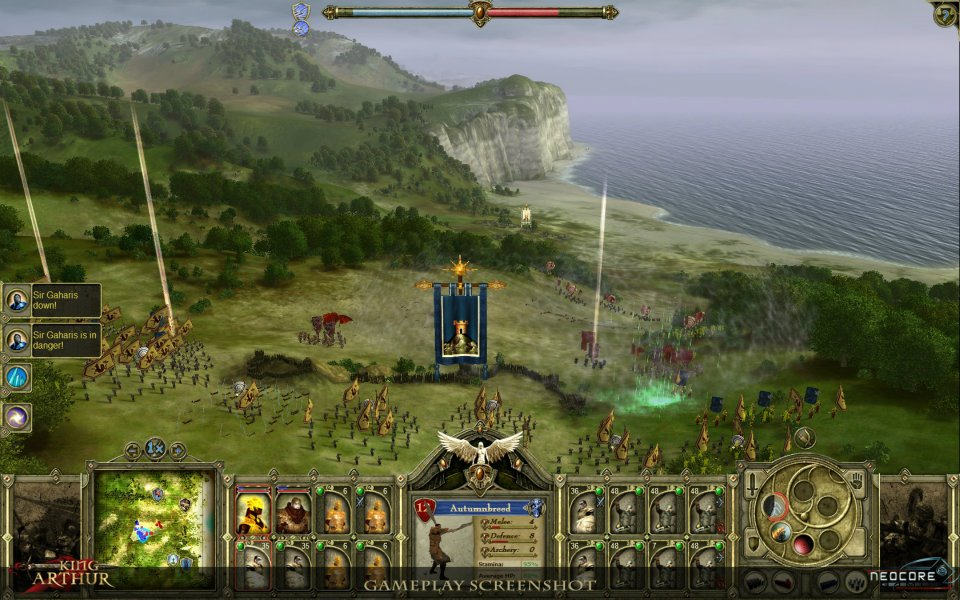

Карта кампании весьма схожа с играми серии Total War, но имеет более фэнтезийный стиль. Законы, исследования, и производство играют важную роль в строительстве государства.
Экономика игры весьма проста: существуют два вида ресурсов — еда и золото, собираемые с подконтрольных областей. Определённые способности героев могут увеличить их сбор в области.
Один ход в компании равен одному сезону, которых в одном году четыре: осень, зима, весна, лето. В течение зимы прекращается все передвижения армий и налоги поступают в казну. В течение зимы юниты повышают свой уровень. На карте также появляются квесты или события (восстания или появление добровольцев для армий игрока).
У каждой области есть несколько городов, замков или других опорных пунктов. Чтобы полностью управлять областью, игрок должен всех их завоевать. Каждые из главных действий игрока влияют на этику фракции игрока, измеряемую двумя способами: религией и типом правителя. Существуют две формы религии: Христианство или Старая Вера. Игрок может также может быть Тираном или Законным королём. Эти действия влияют как на выбор боевых юнитов, так и на характер самой игры.

## Рецензии
| Сводный рейтинг       | Сводный рейтинг |
| Агрегатор             | Оценка          |
| --------------------- | --------------- |
| GameRankings          | 79,07 %         |
| Metacritic            | 79 %            |
| Иноязычные издания    |                 |
| Издание               | Оценка          |
| GameSpot              | 7/10            |
| Русскоязычные издания |                 |
| Издание               | Оценка          |
| Absolute Games        | 80/100          |
| StopGame.ru           | «Похвально»     |
| «Игромания»           | 8,5/10          |
| «Страна игр»          | 8,5/10          |

Портал игр Absolute Games поставил игре 80 %. Обозреватель отметил отличный игровой сюжет, качественно сделанный режим битвы и хорошую графику. Вердикт: «Симпатичная графика, качественный геймплей, продуманный сеттинг — Neocore Games можно поздравить с успехом. Несмотря на некоторые шероховатости и сделанный „для галочки“ мультиплеер, King Arthur гораздо интереснее предыдущего проекта венгерской студии и легко обходит лицензированный Warhammer: Mark of Chaos. Это ли не лучшая похвала?»
Журнал «Игромания» поставил игре 8,5 баллов из 10-ти, сделав следующее заключение: «Neocore приблизились к уровню Creative Assembly настолько близко, насколько это вообще было возможно в их условиях (маленькая студия из Восточной Европы — это не то же самое, что знаменитая лондонская компания с целой SEGA за плечами). Самое сложное, макростратегию, разработчики героически осилили, а несколько кособокие битвы — это простительно, особенно учитывая, что в Total War с этим тоже не все идеально. Теперь остается только надеяться, что в ближайшее время на венгров обратит внимание большой и богатый издатель.»
Страна Игр поставила игре 8,5 из 10-ти баллов. К достоинствам были причислены великолепно оформленные сражения и интересные квесты. К недостаткам отнесли AI, который не всегда действует правильно. Вердикт: «История короля Артура получилась знатной: от вытаскивания Экскалибура из камня до захвата всей Британии (ну, или почти всей, намек на продолжение в конце есть). А закончив игру, мы вернемся к ней ещё раз, чтобы узнать, как пошли бы события, откажись Артур от принятия христианства или стань он тираном. Ведь никто не заставляет идти путём классического „короля былого и грядущего“. И даже злодей Мордред может оказаться на нашей стороне…»